# Pascale Trinquet
Pascale Trinquet (nume de căsătorie Hachin; n. 11 august 1958, Marsilia, Franța) este o fostă scrimeră franceză specializată pe floretă, dublă campioană olimpică la Moscova 1980.

## Carieră
S-a născut la Marseille în 1958. Tatăl său era farmacist la Saint-Tropez. S-a apucat de scrimă la clubul OGC Nice împreună cu sora sa cea mare, Véronique, care în cele din urmă a fost vicecampioană olimpică pe echipe.
S-a clasat pe locul 4 la Campionatul Mondial din 1978 și a cucerit medalia de aur la Universiada de vară din 1979. După Véronique a suferit o ruptură musculară, și chiar dacă Pascale avea rezultate slabe la acea vreme, a fost selecționată în lotul național pentru Jocurile Olimpice de vară din 1980 de la Moscova. La proba individuală a creat surpriză, ajungând după repeșaj în faza finală, unde a obținut patru victorii și o înfrângere. Victoria unguroaicei Magda Maros împotriva polonezei Barbara Wysoczańska în ultimul meci i-a asigurat lui Trinquet medalia de aur. Împreună cu Isabelle Boéri, Véronique Brouquier, Brigitte Gaudin și Christine Muzio, a obținut și medalia de aur pe echipe, depășind Uniunea Sovietică și Ungaria.
În anul următor a fost eliminată în turul doi la Campionatul Mondial din 1981, „acasă” la Clermont-Ferrand. I-a fost reproșat că nu s-a antrenat destul. Supărată pe criticile, s-a retras din activitatea competițională pentru a se consacra studiilor de farmacia. S-a întors pentru Jocurile Olimpice de vară din 1984 de la Moscova, unde a cucerit medalia de bronz pe echipe, apoi s-a retras, de asta dată pe bune. După ce au absolvit facultatea de farmacia, sorele Trinquet au cumpărat o farmacie în arondismentul 16 din Paris.

## Legături externe
- en Pascale Trinquet la Olympedia.org
- Pascale Trinquet Gold - France Break Record pe YouTube, Comitetul Internațional Olimpic